# Virgilio Talli
Virgilio Talli (Firenze, 25 settembre 1857 – Milano, 13 agosto 1928) è stato un attore teatrale e regista teatrale italiano.

## Biografia
Fu al contempo attore e direttore di compagnie teatrali, mostrando un particolare impegno nella cura degli allestimenti, del tutto inconsueto e innovativo per l'epoca. Fu tra i primi ad occuparsi del lavoro d'insieme degli attori, cercando di limitare l'eccessivo protagonismo dei mattatori, prolungando notevolmente la durata consueta delle prove, distribuendo i ruoli in base all'aderenza fra attore e personaggio, scavalcando il tradizionale sistema, basato su ruoli fissi.
Fu tra i primi ad analizzare in maniera critica e approfondita i testi da rappresentare, scegliendo anche opere lontane dal repertorio tradizionale. Per questo suo impegno nella messa in scena, viene considerato uno dei precursori della regia teatrale italiana. Verso la fine dell'Ottocento lavorò con Enrico Reinach, poi con Ermete Novelli, Flavio Andò e Tina Di Lorenzo. Nel 1900 divenne direttore della prestigiosa compagnia Talli-Gramatica-Calabresi. 
Fu marito di Ida Carloni che assunse il nome di Ida Carloni Talli.